# Basile Boli
Basile Boli (Abiyán, Costa de Marfil, 2 de enero de 1967) es un exfutbolista francés. Jugó de defensa y su primer equipo fue AJ Auxerre. Fue campeón europeo con el Olympique de Marsella en 1993, final en la que anotó el único tanto, y también famosamente le propinó a Marco Van Basten la patada que lo llevaría al retiro.

## Selección nacional
Ha sido internacional con la Selección de fútbol de Francia, jugó 45 partidos internacionales y anotó 1 gol.

## Clubes
Fue campeón de la Liga de Campeones de la UEFA 1992-93 con el Olympique de Marsella ganándole en la gran final al AC Milan, siendo él el autor del único tanto del encuentro.
| Club                  | País    | Año         | Partidos | Goles |
| AJ Auxerre            | Francia | 1982 - 1990 | 252      | 4     |
| Olympique de Marsella | Francia | 1990 - 1994 | 163      | 27    |
| Rangers FC            | Escocia | 1994 - 1995 | 28       | 2     |
| AS Mónaco             | Mónaco  | 1995 - 1996 | 11       | 0     |
| Urawa Red Diamonds    | Japón   | 1996 - 1997 | 31       | 2     |

- Datos: Q524390
- Multimedia: Basile Boli / Q524390